# María Elisa Castro
María Elisa Castro (Añatuya, 27 de noviembre de 1954) es una arquitecta y política argentina del Partido Justicialista, que se desempeñó como senadora nacional por la provincia de Santiago del Estero entre 2001 y 2007.

## Biografía
Nació en Añatuya (Santiago del Estero) en 1954. Se recibió de arquitecta en la Universidad Nacional de Tucumán en 1982.
Desde 1987 ocupó diversos puestos en el gobierno de la provincia de Santiago del Estero. En 1987 fue designada secretaria Técnica Social del Instituto Provincial de Vivienda y Urbanismo (IPVU) y en 1989 subsecretaria de Promoción y Asistencia a la Comunidad del Ministerio de Bienestar Social provincial y subsecretaria de la Mujer.
En 1993 fue designada secretaria técnica del IPVU y en 1996 directora general de Arquitectura. En 1998 asumió como presidenta del IPVU y al año siguiente el gobernador Carlos Juárez la designó ministra de Obras y Servicios Públicos de Santiago del Estero.
En el ámbito partidario, fue secretaria de junta del Partido Justicialista (PJ) provincial y congresal nacional desde 1986. En 1999 fue candidata a viceintendenta de la ciudad de Santiago del Estero.
En las elecciones legislativas de 2001, fue elegida senadora nacional por Santiago del Estero en la lista del Frente Justicialista, junto a Carlos Juárez.
Entre 2001 y 2002 fue presidenta de la comisión de Vivienda. Fue secretaria de la comisión de Infraestructura, Vivienda y Transporte y de la comisión de Apoyo a las Obras del río Bermejo. También fue vocal en la comisión de Articulación Intersectorial; de Seguridad Interior y Narcotráfico; de Economías Regionales, Micro, Pequeña y Mediana Empresa; de Población y Desarrollo Humano; y de Ambiente y Desarrollo Sustentable. Fue representante ante el Parlamento Latinoamericano.
Por sorteo le correspondió un mandato de seis años que finalizó en 2007.